# 美国钞票公司
美国钞票公司（英語：American Bank Note Company），常称“ABCorp”，一家从事芯片卡、磁条卡制造、财务软件服务、金融交易服务、票券印刷等的美国公司。该公司的历史可以追溯到1795年为美国第一银行印制纸币的雕版印钞商美国钞票公司。

## 备注

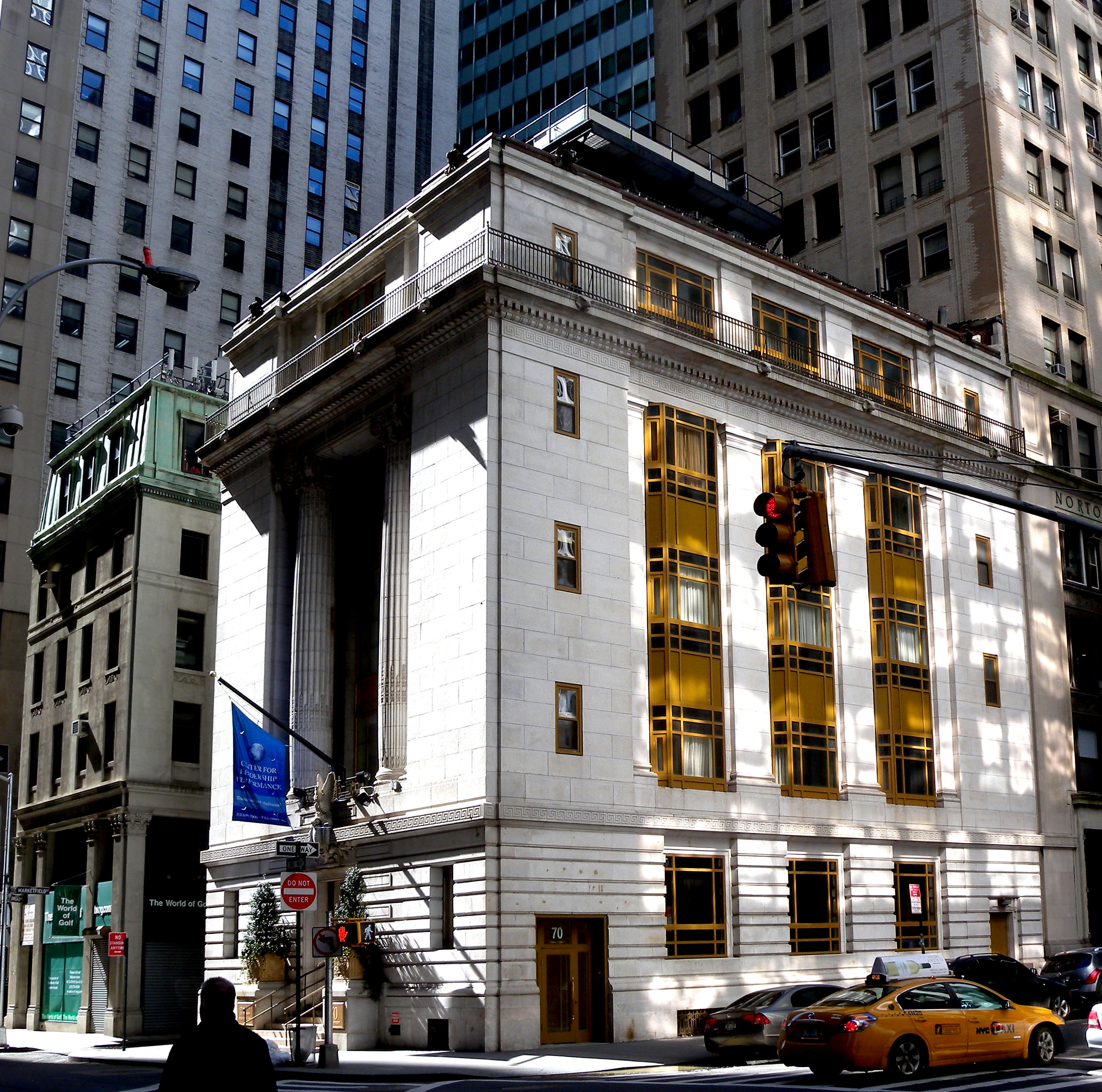
位于曼哈顿百老街70号的前总部——美国钞票公司大楼

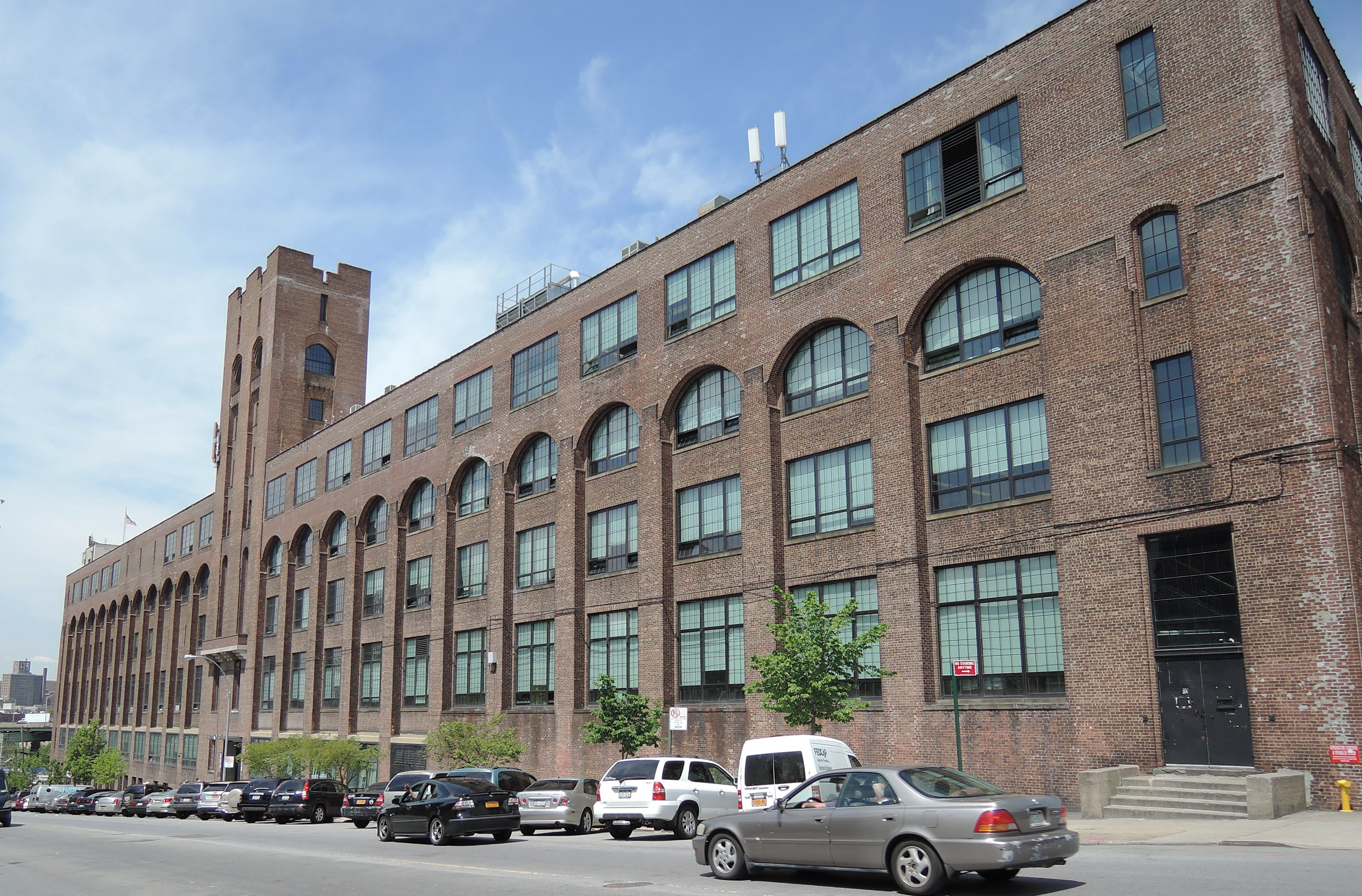
位于布朗克斯的美国钞票公司印刷厂

1. ↑  根据国家知识产权局商标局第1570期商标初步审定公告，该公司申请“ABCorp”商标时使用的公司中文名为“美国钞票公司”[1]
2. ↑  与ABCorp的英文名不同，但中文名称相同